# Tadeusz Kowalski (zapaśnik)
Tadeusz Kowalski (ur. 4 czerwca 1972 w Woli Uhruskiej) – polski zapaśnik, wicemistrz Europy.
Startował w stylu wolnym. Największy sukces odniósł na mistrzostwach Europy w 1997 w Warszawie, gdzie zdobył srebrny medal w kategorii wagowej do 58 kg. Był również brązowym medalistą młodzieżowych mistrzostw Europy w 1990 w wadze do 57 kg.
Pięciokrotnie startował w mistrzostwach świata, zajmując następujące lokaty: 1991 (kategoria do 57 kg) – 15. miejsce; 1995 (kategoria do 57 kg) – 19. miejsce; 1997 (kategoria do 58 kg) – 20. miejsce; 1998 (kategoria do 58 kg) – 11 miejsce; 1999 (kategoria do 58 kg) – 27. miejsce. W pozostałych startach na mistrzostwach Europy zdobył następujące miejsca: 1992 (kategoria do 62 kg) – 11. miejsce; 1993 (kategoria do 57 kg) – 6. miejsce; 1994 (kategoria do 57 kg) – 10. miejsce; 1998 (kategoria do 58 kg) – 9. miejsce.
Był mistrzem Polski w wadze do 57 kg w 1993, 1994 i 1995, w wadze do 62 kg w 1996, w wadze do 58 kg w 1998, 1999, 2000 i 2001 oraz w wadze do 60 kg w 2002 i 2004, wicemistrzem w wadze do 57 kg w 1992, a także brązowym medalistą w wadze do 57 kg w 1991, w wadze do 58 kg w 1997 i w wadze do 60 kg w 2003.